# Alcetas II da Macedónia
Segundo Platão, que narra a história através do personagem Polus no diálogo Górgias, Alcetas II foi um rei da Macedónia.
Este rei não consta das listas de reis da Macedónia nas Crônicas, de Eusébio de Cesareia, em que Alexandre I da Macedónia reina 44 anos e é sucedido por Pérdicas II da Macedónia, que reina por 22 ou 23 anos.
No diálogo Górgias, Alcetas, rei da Macedónia, tinha uma escrava, com quem casou-se Pérdicas, irmão de Alcetas. Desta união nasceu Arquelau. Pela lei, Arquelau deveria ser também um servo de Alcetas.
Arquelau assassinou seu tio Alcetas. Arquelau atraiu Alcetas para sua casa, e prometeu restaurar a coroa que havia sido usurpada por Pérdicas e fez uma grande festa, onde Alcetas ficou embriagado. Alcetas foi levado, à noite, para fora da cidade em uma carruagem, onde ele foi assassinado.
Arquelau também assassinou seu primo Alexandre, filho de Alcetas. Arquelau colocou Alexandre na mesma carruagem que seu pai, e ordenou seu assassinato junto de Alcetas. Quando Arquelau se tornou rei, sucedendo a seu pai Pérdicas, assassinou o filho legítimo de Pérdicas e Cleópatra, um menino de sete anos de idade, jogando-o em um poço e o afogando; dizendo, à mãe, que ele tinha caído por acidente.
De acordo com o aristocrata inglês Walter Raleigh, conhecido por ter popularizado o tabaco na Inglaterra  e por relatos fantasiosos que alimentaram a lenda do El Dorado, Alcetas II era filho de Alexandre I, o rei da Macedónia na época da Segunda Guerra Médica.
De acordo com o genealogista inglês William Berry, Alexandre I teve quatro filhos:
- Filipe, o Ousado, também chamado Meleagro, que foi o avô paterno de Filipe, o conquistador da Grécia
- Pérdicas II, que teve um filho legítimo com Cleópatra e dois filhos ilegítimos com a escrava Símice, Arquelau e Estratonice, esposa de Seutes I, rei da Trácia.[Nota 2]
- Amintas, cujo filho Filipe se casou com uma filha de Arquelau, o filho de Pérdicas II e Símice
- Alcetas, que teve um filho chamado Alexandre. William Berry não inclui Alcetas como rei da Macedónia.